# Mosalingua
 (décembre 2024).
MosaLingua (/mo.za.lɛ̃.gwa/) est une plateforme d’apprentissage des langues en ligne fondée en 2009 par Samuel Michelot et Luca Sadurny. Elle propose une variété de cours de langues visant à aider les utilisateurs à améliorer leurs compétences dans plusieurs langues étrangères.
La plateforme offre le service « MosaLingua Premium » (accessible via le web et des appareils mobiles), auparavant appelé « MosaWeb », ainsi que des applications pour Android et iOS.
Le service est basé sur un abonnement.

## Histoire
MosaLingua a été fondée en 2009 par Samuel Michelot et Luca Sadurny. L'idée est née de leur intérêt commun pour trouver des méthodes efficaces d’apprentissage des langues étrangères. Initialement, la plateforme a été lancée sous forme d’application mobile, en mettant l'accent sur des techniques comme la répétition espacée et la mémorisation pour optimiser l’apprentissage du vocabulaire.
Au fil des années, MosaLingua a connu une croissance régulière de sa base d'utilisateurs et a élargi son offre pour inclure une variété de cours de langues : anglais, français, espagnol, allemand, italien, portugais, entre autres. La plateforme intègre du contenu audio, des cartes mémoire (flashcards), des exercices interactifs et utilise l'intelligence artificielle dans sa méthodologie d'enseignement.

## Langues disponibles
MosaLingua propose des cours dans les langues suivantes :
- Allemand
- Français
- Anglais
- Anglais médical
- Anglais de Business
- Anglais TOEIC
- Anglais TOEFL
- Espagnol
- Espagnol de Business
- Italien
- Portugais
- Russe
- Coréen
- Chinois
- Japonais
- Arabe

## Méthodologie
La méthodologie de MosaLingua repose sur plusieurs principes pédagogiques, notamment le Principe de Pareto, la Répétition Espacée (SRS) et des techniques de mémorisation.

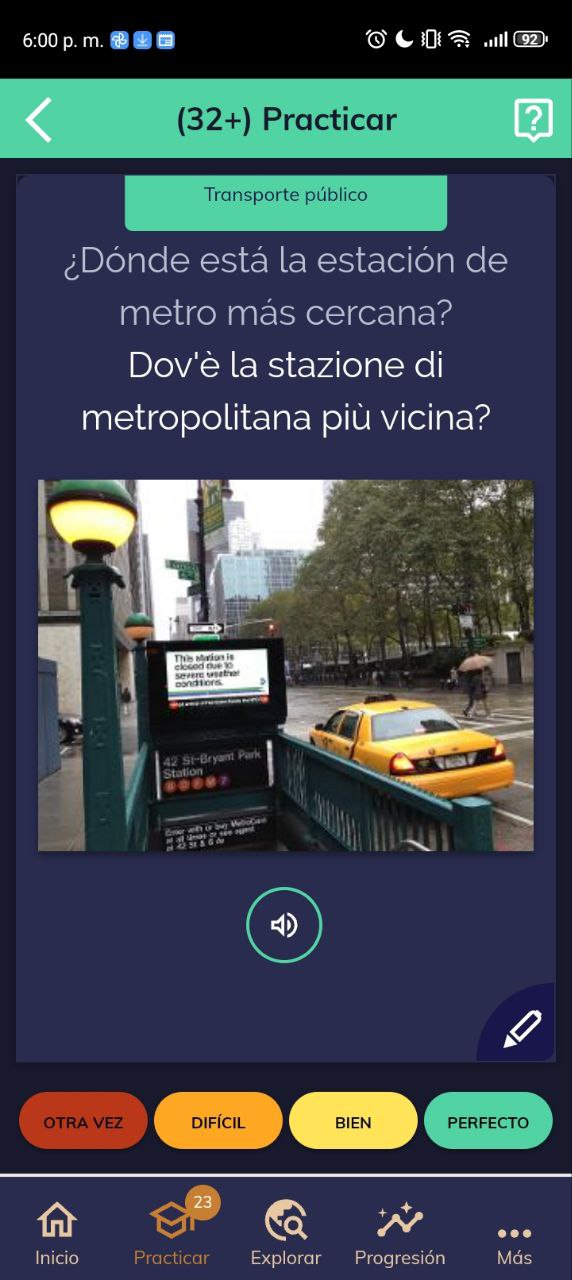
Session de révision sur MosaLingua Italiano, vue sur un appareil Android.

Le Principe de Pareto, également connu sous le nom de règle des 80/20, suggère que 80 % des résultats proviennent de 20 % des efforts,. Dans le contexte de l’apprentissage des langues, cela signifie se concentrer sur le vocabulaire et les structures grammaticales les plus utilisées.
La Répétition Espacée est une technique d’étude qui répartit les répétitions d’une information dans le temps afin d’améliorer la rétention à long terme. MosaLingua met en œuvre cette technique en programmant des révisions régulières de mots et d’expressions clés afin de renforcer l’apprentissage.
La plateforme met l'accent sur l'essentiel, en aidant les utilisateurs à comprendre et à se faire comprendre. Les utilisateurs apprennent d'abord les mots les plus utiles et les plus fréquents de chaque langue. En utilisant la répétition espacée, l'utilisateur se concentre sur le vocabulaire indispensable, basé sur le principe de Pareto, où 80 % des conversations ont lieu avec 20 % du vocabulaire d'une langue.
L'algorithme de répétition espacée permet aux utilisateurs de revoir le vocabulaire qu’ils trouvent le plus difficile. Les répétitions sont programmées selon des niveaux de difficulté qui déterminent la fréquence des révisions, pouvant aller de quelques heures à un an. Comme les cartes mémoire sont souvent accompagnées d’images, l'application stimule la mémoire visuelle et auditive, ce qui aide à stocker progressivement le vocabulaire dans la mémoire à long terme.

### Mosaweb
Mosaweb est la principale modalité des cours proposés par MosaLingua, intégrant tous les contenus disponibles dans les différentes langues sur la plateforme. Ce service inclut des ressources telles que des vidéos, des livres audio, des textes et d'autres outils pédagogiques. Grâce à Mosaweb, les utilisateurs ont accès à des matériaux éducatifs conçus pour améliorer leurs compétences linguistiques, allant de la compréhension orale à l'expression écrite.

### MosaDiscovery
MosaDiscovery est un outil développé par MosaLingua pour aider les utilisateurs à enrichir leur vocabulaire de manière naturelle tout en naviguant sur Internet, en lisant des contenus en ligne ou en regardant des vidéos sur des plateformes comme Netflix ou YouTube. Cette extension pour navigateur permet de sélectionner des mots ou des phrases, ou de cliquer sur les sous-titres pendant le visionnage de films, séries ou vidéos. L'outil fournit instantanément des traductions ou définitions, avec la possibilité d'enregistrer ces traductions sous forme de cartes mémoire (flashcards) à réviser ultérieurement.

### MosaChat-AI
MosaLingua a intégré des outils d’intelligence artificielle (IA), notamment MosaChat-AI, qui permet aux utilisateurs d’interagir avec un agent IA par écrit ou oralement. Ces conversations sont conçues pour simuler des situations réalistes et aider les utilisateurs à pratiquer l’expression orale et écrite.
L’IA fournit des corrections en temps réel et génère des cartes mémoire basées sur les interactions des utilisateurs, qui peuvent ensuite être ajoutées à leurs matériaux d’apprentissage pour une révision future.

## Approche
MosaLingua met l'accent sur l'apprentissage du vocabulaire et des expressions clés grâce à la répétition espacée, une méthode d’apprentissage validée scientifiquement. Bien qu’elle soit efficace pour beaucoup, l’efficacité peut varier en fonction des préférences et des styles d’apprentissage individuels.

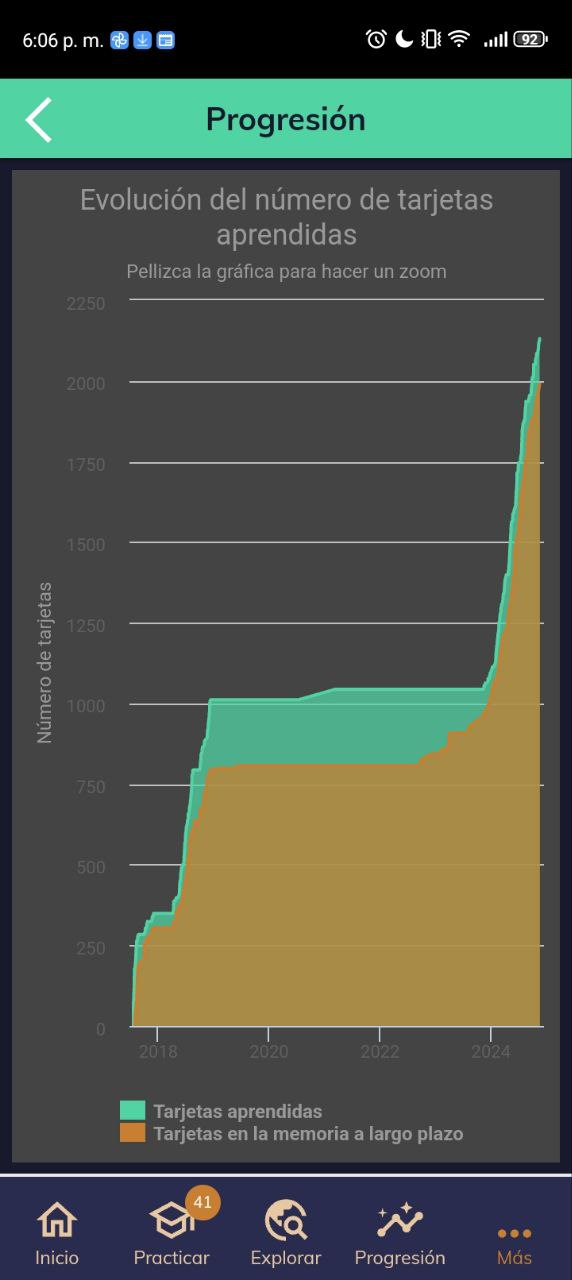
Graphique montrant le progrès dans le système de Répétition Espacée (SRS) utilisé par MosaLingua.

La plateforme privilégie l'apprentissage des mots essentiels en s'appuyant sur le Principe de Pareto, qui suggère que 80 % des conversations reposent sur 20 % du vocabulaire d’une langue. MosaLingua aide les utilisateurs à se concentrer sur ces mots les plus fréquemment utilisés afin d’optimiser leur temps et leurs efforts.
Le système de répétition espacée programme des révisions du vocabulaire difficile à intervalles croissants, ce qui permet de s’assurer que les termes sont mémorisés à long terme. Les cartes mémoire, souvent accompagnées d’images et d’audio, stimulent la mémoire visuelle et auditive, renforçant ainsi le processus d’apprentissage.

## Analyse
MosaLingua a été comparée à d'autres applications populaires basées sur la répétition espacée, telles que Anki, qui est largement utilisée pour la mémorisation de vocabulaire. Le professeur français Simon Marion a souligné que MosaLingua utilise le même concept de répétition espacée, un algorithme initialement développé par le chercheur polonais Piotr Woźniak dans les années 1980. MosaLingua utilise également des techniques adaptées pour les débutants et les apprenants avancés.

### Outil
Plusieurs experts en langues, notamment des polyglottes comme Benny Lewis, auteur du forum anglophone Fluent in 3 Months, ont remarqué que MosaLingua ne peut pas être considéré comme une méthode unique pour l’apprentissage des langues. Bien qu'elle soit utile pour développer le vocabulaire et améliorer la compréhension orale, les utilisateurs trouvent souvent nécessaire de compléter MosaLingua avec une pratique de conversation et une immersion culturelle. Ces éléments supplémentaires sont considérés comme essentiels pour atteindre une fluidité dans une langue.
MosaLingua met principalement l'accent sur l’enseignement des mots, des expressions et du vocabulaire d’usage courant, en privilégiant une approche pratique plutôt qu’une instruction grammaticale.

## Critiques
La méthodologie de MosaLingua a été critiquée pour sa complexité potentielle. Certains utilisateurs ont signalé que l’interface de l’application pourrait être plus intuitive. Fabienne et Benoît, auteurs du blog Novo-Monde, ont remarqué que « l’application est très complète et offre de nombreuses options, » ce qui pourrait désorienter les débutants ou ceux qui recherchent une expérience plus simplifiée.
D'autres ont noté que l'accent mis sur la mémorisation du vocabulaire peut éclipser d'autres aspects importants de l'apprentissage des langues, comme la grammaire et la pratique de la conversation. Bien que la plateforme soit efficace pour élargir le vocabulaire et renforcer la mémoire, elle doit souvent être complétée par d’autres outils ou méthodes pour obtenir une approche plus équilibrée de l’apprentissage.